# 詹納羅·桑朱利亞諾
詹納羅·桑朱利亞諾（義大利語：Gennaro Sangiuliano，1962年6月6日—）是一名義大利記者、作家和政治人物，自2022年10月22日起擔任梅洛尼內閣的文化部長。1996年至2001年擔任那不勒斯《羅馬報》主任，2018年至2022年擔任TG2主任，2009年至2018年擔任《自由報》和TG1的副主任。

## 生平
桑朱利亞諾在那不勒斯的潘西尼古典高中就讀，然後在那不勒斯腓特烈二世大学的法律專業畢業。後來，他在羅馬大學獲得歐洲私法的碩士學位，並以優異的成績獲得那不勒斯腓特烈二世大学的法律和經濟學研究博士學位。他是LUMSA的資訊法和羅馬大學的金融中介機構經濟學的外聘講師。此外，自2016年起，他擔任羅馬路易斯大學的歷史課程教授，自2015年起，他擔任薩勒諾大學新聞學院的院長。他是佩加索大學新聞學和傳播學碩士的教授。

### 在新聞業
桑朱利亞諾在那不勒斯的Canale 8工作，並進入《經濟》編輯部，這是一份被一些人認為與弗朗切斯科·德·洛倫佐關係密切的期刊。他與《Il Mattino》日報的歷史主編Ciro Paglia一起出版了《天堂：北方深處的旅行》一書，以回應喬治·博卡有爭議的《地獄》，該書得到了不同的評價。
1990年代初，桑朱利亞諾在《獨立報》工作，之後在那不勒斯的《羅馬報》（一家與朱塞佩·塔塔雷拉關係密切的報紙）的政治編輯部工作，1996年至2001年，他成為該報的主任。之後他擔任《羅馬報》編輯部主任，然後在維托里歐·費特里的指導下擔任《自由報》的副編輯。當時他還為《快訊》周刊和《24小時太陽報》的文化版撰稿。他開始為弗朗切斯科·孔帕尼亞創辦的歷史雜誌《南北》月刊處理經濟問題。他為利諾·詹努齊指導的《那不勒斯日報》、朱利亞諾·費拉拉的《Il Foglio》和《日報》撰稿
2010年，在前總統弗朗切斯科·科西加去世之際，桑朱利亞諾在《日報》上發表了一篇詳細的文章，其中他回顧了當時總統乔治·纳波利塔诺的認可。